# 2-й отдельный гвардейский танковый полк прорыва
2-й отдельный гвардейский танковый Полоцкий Краснознаменный полк прорыва — воинское подразделение Вооружённых сил СССР в Великой Отечественной войне.
Сокращённое наименование — 2-й гв. оттп.

## Формирование и организация
2-й гв. танковый полк прорыва сформирован на основании Директивы НКО № 1104913сс от 12.10.1942 г. в Московском АБТ Центре (Костерево - Ногинск) в октябре 1942 г. на базе 221-й танковой бригады.
2 апреля 1943 г. полк получил 21 KB-1С с Челябинского завода. 50% маршевых рот участия в боях не принимала.
28 августа 1945 г. вместе с 342-м гв. тяжелым самоходно-артиллерийским полком и 80-м гв. тяжелым танковым полком обращен на формирование 75-го гв. тяжелого танкосамоходного полка (в/ч № 52800) 5-й танковой дивизии.

## Подчинение
В составе действующей Армии:
- с 30.10.1942 по 25.01.1943 года
- с 10.05.1943 по 19.02.1945 года.

| Дата            | Фронт (округ)             | Армия                  | Корпус              | Бригада | Примечания |
| --------------- | ------------------------- | ---------------------- | ------------------- | ------- | ---------- |
| 01.11.1942 года | Московский военный округ  |                        |                     |         |            |
| 01.12.1942 года | Донской фронт             | 21-я Армия             |                     |         |            |
| 01.01.1943 года | Донской фронт             |                        |                     |         |            |
| 01.02.1943 года | РВГК                      |                        |                     |         |            |
| 01.03.1943 года | Приволжский военный округ |                        |                     |         |            |
| 01.04.1943 года | Московский военный округ  |                        |                     |         |            |
| 01.05.1943 года | Московский военный округ  |                        |                     |         |            |
| 01.06.1943 года | Западный фронт            | 11-я гвардейская армия |                     |         |            |
| 01.07.1943 года | Западный фронт            | 11-я гвардейская армия |                     |         |            |
| 01.08.1943 года | Брянский фронт            | 11-я гвардейская армия |                     |         |            |
| 01.09.1943 года | Брянский фронт            | 11-я гвардейская армия |                     |         |            |
| 01.10.1943 года | Брянский фронт            | 11-я гвардейская армия |                     |         |            |
| 01.11.1943 года | 2-й Прибалтийский фронт   | 11-я гвардейская армия |                     |         |            |
| 01.12.1943 года | 1-й Прибалтийский фронт   | 11-я гвардейская армия |                     |         |            |
| 01.01.1944 года | 1-й Прибалтийский фронт   | 11-я гвардейская армия |                     |         |            |
| 01.02.1944 года | 1-й Прибалтийский фронт   | 11-я гвардейская армия | 1-й танковый корпус |         |            |
| 01.03.1944 года | 1-й Прибалтийский фронт   | 4-я Ударная армия      |                     |         |            |
| 01.04.1944 года | 1-й Прибалтийский фронт   | 6-я гвардейская армия  |                     |         |            |
| 01.05.1944 года | 1-й Прибалтийский фронт   | 6-я гвардейская армия  |                     |         |            |
| 01.06.1944 года | 1-й Прибалтийский фронт   | 6-я гвардейская армия  |                     |         |            |
| 01.07.1944 года | 1-й Прибалтийский фронт   | 6-я гвардейская армия  |                     |         |            |
| 01.08.1944 года | 1-й Прибалтийский фронт   |                        |                     |         |            |
| 01.09.1944 года | 1-й Прибалтийский фронт   | 43-я армия             |                     |         |            |
| 01.10.1944 года | 1-й Прибалтийский фронт   | 43-я армия             |                     |         |            |
| 01.11.1944 года | 1-й Прибалтийский фронт   | 43-я армия             |                     |         |            |
| 01.12.1944 года | 1-й Прибалтийский фронт   |                        |                     |         |            |
| 01.01.1945 года | 1-й Прибалтийский фронт   |                        |                     |         |            |
| 01.02.1945 года | 1-й Прибалтийский фронт   |                        |                     |         |            |
| 01.03.1945 года | Белорусский военный округ |                        | 5-й танковый корпус |         |            |
| 01.04.1945 года | РВГК                      |                        | 5-й танковый корпус |         |            |
| 01.05.1945 года | РВГК                      |                        | 5-й танковый корпус |         |            |

## Боевой и численный состав полка
Сформирован по штату № 010/266.
В целях усиления мощи танковых частей с 15 января 1943 года в тяжелые танковые полки дополнительно вводились взвод автоматчиков, численностью 33 человека и 32 ППШ;
Директивой ГШКА № Орг/3/305512 от 13.02.1944 г. переведен на штат № 010/460 (танки ИС-2).
По штату полк состоял из четырех танковых рот (в каждой по 5 машин), роты автоматчиков, роты технического обеспечения, взвода управления, саперного и хозяйственного взводов и полкового медицинского пункта (ПМП).
Каждый полк должен был иметь 90 офицеров, 121 человек сержантского состава и 163 человек рядового состава. Всего — 374 человека личного состава и 21 танк ИС 2, включая танк командира, 3 английских БТР Универсал и 1 БА-64.
Численный состав:
| дата       | объединение | Личный состав | Типы танков (исправных/неисправных) | Всего | Примечание                        |
| 28.10.1942 | ЮЗФ         | 208           | 21 КВ                               | 21    | ЦАМО РФ. ф. 38, оп. 11373, д. 150 |
| 09.05.1943 | ЗФ          | 249           | 21 КВ                               | 21    | ЦАМО РФ. ф. 38, оп. 11373, д. 150 |

## Командный состав полка
Командиры полка
- Кутузов Михаил Фёдорович, полковник,00.10.1942 - 00.04.1943 года.
- Пахаруков Александр Петрович, подполковник, на 06.1944 - 07.1944 года.[4]
- Хоменко Яков Андреевич, подполковник, на 09.1944 года.[5]

Начальники штаба полка
- Пахаруков Александр Петрович, капитан, на 12.1942 года.

Заместитель командира полка по строевой части

Заместитель командира полка по технической части
Заместитель командира по политической части

## Награды и наименование
| Награда                          | Дата                                                        | За что получена |
| -------------------------------- | ----------------------------------------------------------- | --- |
| Почётное звание«Гвардейский»     |                                                             | При формировании |
| Почетное наименование «Полоцкий» | Приказ Верховного Главнокомандующего 4 июля 1944 года № 129 | В ознаменование одержанной победы соединениям и частям, отличившимся в боях за освобождение города Полоцк                                                                         |
| Орден Красного Знамени           | Указ Президиума ВС СССР от 22.10.1944                       | За образцовое выполнение заданий командования в боях с немецкими захватчиками при прорыве обороны противника юго-восточнее города Рига и проявленные при этом доблесть и мужество |